# Bulbuente
Bulbuente è un comune spagnolo di 246 abitanti situato nella comunità autonoma dell'Aragona.